# Главное управление развлечений
Главное управление развлечений (араб. الهيئة العامة للترفيه‎‎, англ. General Entertainment Authority, сокращённо GEA) — развлекательное управление Саудовской Аравии, образованное королевским указом 7 мая 2016 года.
Его первым президентом был Ахмед ибн Акиль аль-Хатиб, он был снят от должности 18 июня 2018 года. Профессор Мухаммад ибн Абдул-Малик Аль аш-Шейх был назначен председателем Совета директоров управления на временный период. А в декабре 2018 года был назначен председателем — Турки ибн Абдул-Мухсин Аль аш-Шейх.

## Основание
Решение о создании Главного управления развлечений было одним из королевских решений, принятых в соответствии с заявлением королевства о своем видении будущего страны 2030 года, учитывая большое значение сектора развлечений в развитии национальной экономики Саудовской Аравии и придание городам международной конкурентоспособности. В то время заместителем наследного принца был Мухаммед ибн Салман Аль Сауд. 25 апреля 2016 года он отметил в день инаугурации «Видение Саудовской Аравии 2030» на стремление правительства активизировать роль различных государственных фондов в создании и развитии рекреационных ресурсов.

## Цель
Население Саудовской Аравии ежегодно тратит $22 миллиарда долларов на туризм и развлечения за пределами страны. Правительство стремится преобразовать 25% этих расходов в местные путешествия и развлечения, чтобы создать прочную саудовскую туристическую экономику. В декабре 2016 года председатель управления развлечений Ахмед аль-Хатиб заявил, что организация была создана для расширения участия граждан и расширения возможностей для молодежи. По словам Аль-Хатиба, всего в 2018 году в королевстве запланировано более 5 тысяч развлекательных мероприятий, более чем когда-либо в истории королевства. Среди них концерт поп-рок-группы Maroon 5 и артистов Cirque Du Soleil.
Кроме того, уже в 2018 году жители и туристы в 56 городах по всей стране смогут посетить мюзиклы, шоу для всей семьи, выступления стендап-комиков, концерты, цирковые выступления и другие. В марте, в том же году, в Саудовской Аравии также открыли кинотеатр, первый после более чем 35-летнего запрета.